# Filipinas en los Juegos Olímpicos de Sochi 2014
Filipinas estuvo representada en los Juegos Olímpicos de Sochi 2014 por un deportista masculino que compitió en patinaje artístico sobre hielo.
El portador de la bandera en la ceremonia de apertura fue el patinador artístico Michael Christian Martinez. El equipo olímpico filipino no obtuvo ninguna medalla en estos Juegos.